# Jack Smith (Hotmail)
Jack Smith (ca. 1968) is samen met Sabeer Bhatia de medeoprichter van Hotmail, dat werd gelanceerd op 4 juli 1996. Dit was de eerste gratis e-maildienst die anoniem te benaderen was.
Hotmail werd in 1997 opgekocht door Microsoft voor naar verluidt 400 miljoen dollar. Na de overname bleef hij in dienst van Microsoft werken aan nieuwe technische ontwerpen. Een voorbeeld hiervan was het mede oprichten van Akamba Corporation. In zijn eerdere loopbaan hield hij zich als ingenieur bezig met halfgeleidertechniek voor FirePower, een dochter van Canon Computer Systems. Hij werkte daar aan de ontwikkeling van de eerste webserver-versnellerkaart, die voor een prestatiestijging van 300 procent zorgde. Later was hij werkzaam bij Apple Computer, waar hij betrokken was bij de ontwikkeling van PowerBooks.